# Phare de Cervia
Le phare de Cervia (en italien : Faro di Cervia) est un phare situé à l'entrée du port de Cervia, dans la région de Émilie-Romagne en Italie. Il n'est pas géré par la Marina Militare.

## Histoire
Ce phare de port a été construit en 1875 et surélevé en 1918. Ce phare, maintenu à titre privé, n'a qu'une très petite valeur pour la navigation d'aujourd'hui, mais il est entretenu comme un monument historique. Il est localisé sur le côté sud du port.

## Description
Le phare  est une tour octogonale en deux étages, avec galerie au premier étage et lanterne métallique. Le phare est en brique rouge et le dôme de la lanterne est gris métallique. Son feu isophase émet, à une hauteur focale de 16 m, un éclat blanc d'une seconde toutes les 2 secondes. Sa portée est de 11 milles nautiques (environ 20 km).
Identifiant : ARLHS : ITA-196 - Amirauté : E2411 - NGA : 11352 .

## Caractéristiques dufeu maritime
Fréquence : 2 s (W)
- Lumière : 1 seconde
- Obscurité : 1 seconde

### Lien connexe
- Liste des phares de l'Italie